# Walter Dicks
Walter Wilhelm Dicks (* 3. August 1913 in Köln; † 30. September 2012) war ein deutscher Opernsänger in der Stimmlage Bariton.

## Leben

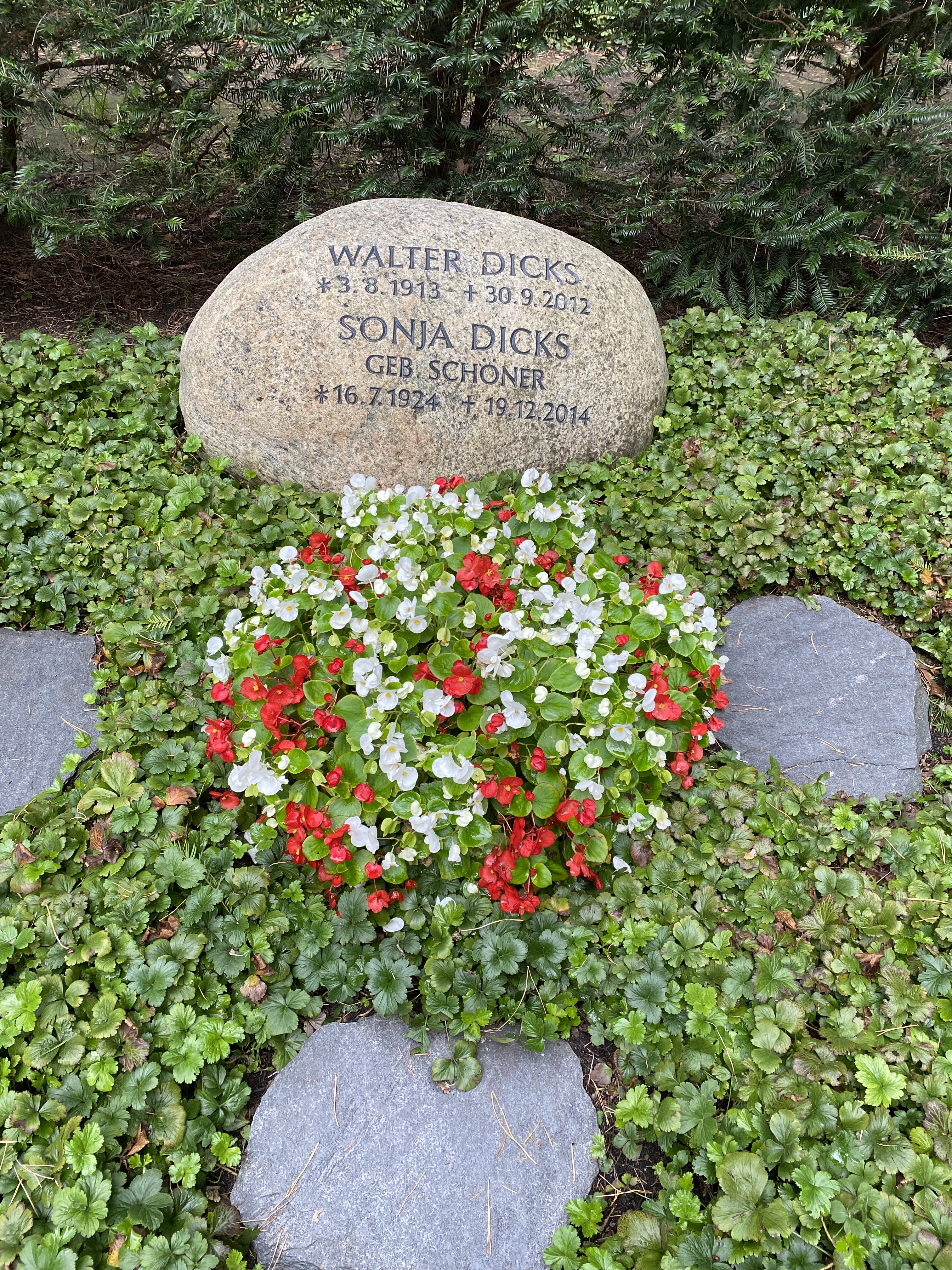
Grabstätte Walter Dicks

Der Sohn eines Konzertsängers absolvierte eine Schauspiel- und Gesangsausbildung an der Hochschule für Musik in Köln. 1931 gab er eine erste öffentliche Darbietung als Solist. Ab 1938 war Dicks in Rundfunksendungen zu hören, unter anderem mit Liedern von Franz Schubert und Hugo Wolf. Es folgten Engagements an der Deutschen Oper am Rhein in Düsseldorf und der Bayerischen Staatsoper in München, ehe ihn 1950 Walter Felsenstein an die Komische Oper Berlin holte. 1961 wechselte Dicks ins Ensemble der Deutschen Oper Berlin, wo er bis zu seinem Abschied von der Bühne 1983 unter renommierten Regisseuren und Intendanten wie Gustav Rudolf Sellner, Götz Friedrich und Egon Seefehlner zahlreiche klassische Rollen spielte und sang. Der von Kritikern für seine Vielseitigkeit gelobte Dicks wurde 1982 von Götz Friedrich in einer Inszenierung von Alban Bergs Lulu in zwei unterschiedlichen Gesangsrollen gleichzeitig besetzt: dem Medizinalrat und dem Professor. Daneben gab der mit dem Titel Kammersänger ausgezeichnete Dicks Gastspiele in Japan, den USA, Mexiko und der Sowjetunion. 
Darüber hinaus war Dicks in verschiedenen Sozialverbänden tätig. Ab 1968 war er Vorsitzender des Lokalverbandes Deutsche Oper Berlin sowie Solistenvertreter und von 1973 bis 1983 Vorsitzender des GDBA-Landesverbandes Berlin.
Dicks war mit der Sopranistin Sonja Schöner (1924–2014) verheiratet. Er starb am 30. September 2012 im Alter von 99 Jahren und wurde auf dem Waldfriedhof Dahlem (Feld 002-82) beigesetzt.

## Theater
- 1952: Jacques Offenbach: Orpheus in der Unterwelt (Pluto) – Regie: Walter Felsenstein (Komische Oper Berlin)

## Ehrungen
- 1984: Verdienstkreuz am Bande der Bundesrepublik Deutschland